# Pépé le grillon
Pour plus de détails, voir Fiche technique et Distribution.
Pépé le grillon (titre original : Bootle Beetle) est un dessin animé de la série des Donald produit par Walt Disney pour RKO Radio Pictures, sorti le 22 août 1947.

## Synopsis
Un vieux criquet arrête un jeune criquet , qui s'apprêtait à se diriger vers une sublime clairière, afin de lui raconter l'aventure qu'il avait eue durant sa jeunesse à cet endroit avec Donald…

## Fiche technique
- Titre original : Bootle Beetle
- Titre français : Pépé le grillon[1]
- Série : Donald Duck
- Réalisateur : Jack Hannah
- Scénario : Milt Banta et Bill Berg
- Animateur : Art Babbitt, Andy Engman, Bill Justice et Judge Whitaker
- Background : Thelma Witmer
- Layout : Yale Gracey
- Musique : Oliver Wallace
- Voix : Clarence Nash (Donald) et Dink Trout (voix du scarabée[2])
- Producteur : Walt Disney
- Société de production : Walt Disney Productions
- Distributeur : RKO Radio Pictures
- Pays d’origine :  États-Unis
- Langue originale : anglais
- Format d'image : couleur (Technicolor) – 35 mm – 1,37:1 – mono (RCA Photophone)
- Durée : 7 minutes
- Date de sortie : 
  - États-Unis : 22 août 1947

## Voix françaises
- Sylvain Caruso : Donald Duck
- Jean-Claude Donda : Pépé le grillon

## Titre en différentes langues
D'après IMDb :
- Danemark : Vandrebillen
- Finlande : Aku ja kovakuoriainen
- Suède : Kalle Anka och tordyveln, Kalle Ankas fina fångst